# Planet Core Productions
Planet Core Productions (PCP) is een voormalig platenlabel uit Frankfurt am Main (Duitsland). Het werd in april 1989 opgericht door Marc Trauner (Marc Acardipane) en Thorsten Lambart (alias Don Demon/Slam Burt) toen zij hun muziek niet via bestaande labels kwijt konden. Daarvoor openden zij later ook nog de platenwinkel "No Mercy Records", maar deze sloot enkele jaren later weer; ook die naam is als label gebruikt.
Eind 1996 werd PCP opgeheven.